# 바스테다

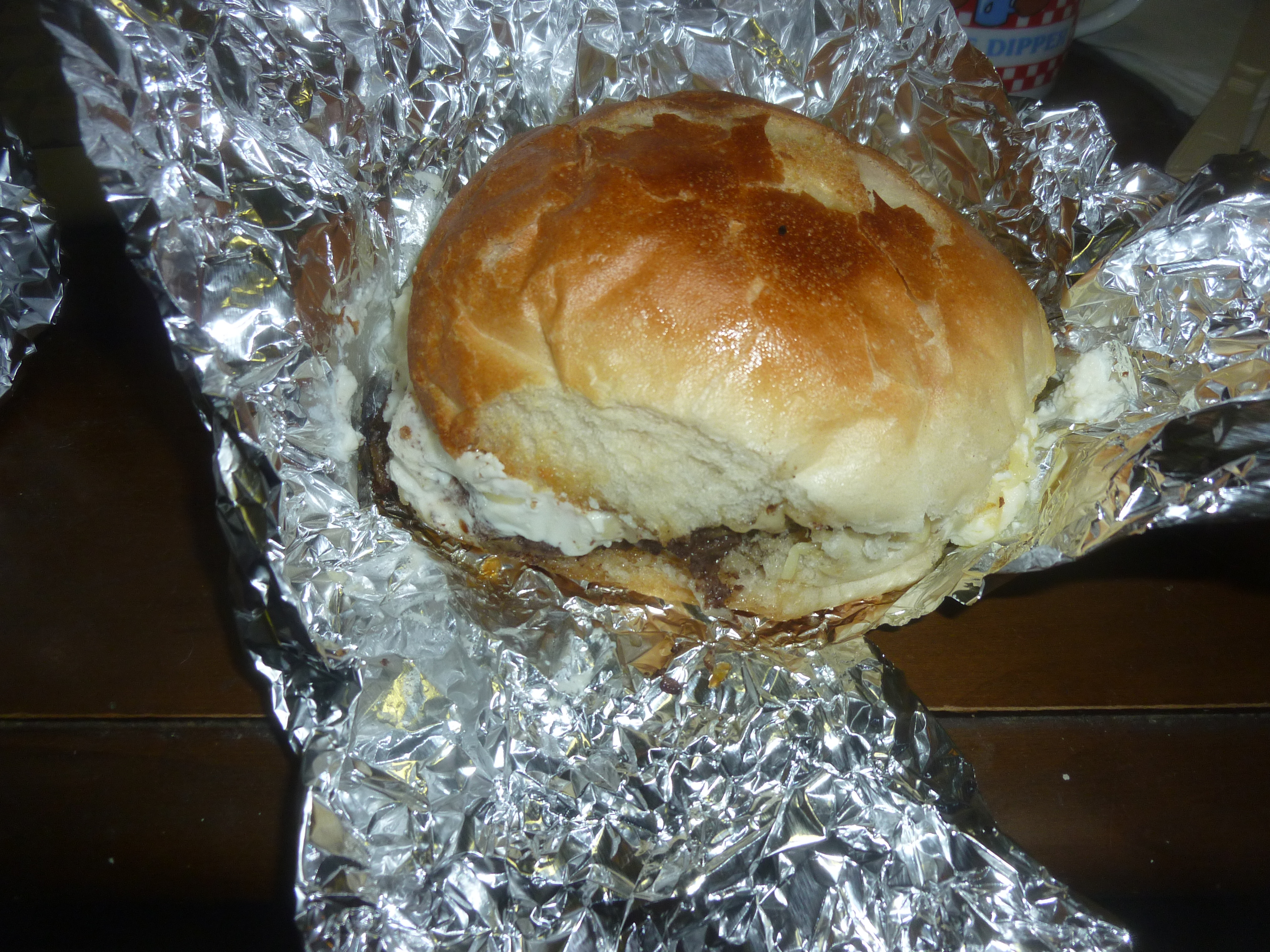

바스테다(이탈리아어: Vastedda)는 시칠리아의 전통 제과류로 파니 카 메우사를 준비하기 위해 쓰는 빵이다. 보통 토핑으로는 카치오카발로 치즈나 리코타 치즈를 쓴다. 팔레르모에서 흔히 볼 수 있는 빵이다.
인근의 그라테리에는 튀겨서 만든 Vastedda fritta가 있으며 이는 이탈리아 농식품부가 인정하는 고유 음식이다.
Vastedda 또는 Vastella는 시칠리아어로 지역의 치즈를 일컫는데 이 치즈 또한 이탈리아 정부에 의해 지역 특산품으로 인정받고 있다.

## 같이 보기
- 팔레르모
- 시칠리아 요리